# RAI-Klasse 31.0
1929 lieferte die Lokomotiv- und Waggonbaufabrik Krupp fünf Schlepptenderlokomotiven an die Iranische Staatsbahn (RAI) zum Einsatz in der nördlichen Sektion (North Persian State Railway). Die Lokomotiven mit den Fabriknummern 1072–1076 hatten anfangs die Nummern 101–105 und wurden nach 1938 als Klasse 31.0 eingeordnet und erhielten die Nummern 31.01–31.05.
Die kohlegefeuerten Lokomotiven waren mit einer Ölzusatzfeuerung ausgerüstet.
Wie lange sie im Einsatz waren, ist nicht bekannt.